# オアハカドロガメ
オアハカドロガメ（学名：Kinosternon oaxacae）は、ドロガメ科ドロガメ属に分類されるカメ。別名ワーハーカドロガメ。

## 分布
種小名oaxacaeは「オアハカの」の意で、分布域および模式標本の産地（模式産地）のオアハカ州に由来する。和名と英名も同義。
メキシコ（オアハカ州南部＜ゲレーロ州南東部にも分布する可能性あり＞）固有種

## 形態
最大甲長17.5cm。メスよりもオスの方が大型になり、メスは最大でも甲長15.7cm。背甲は扁平。椎甲板や肋甲板の後部が、その後ろにある甲板の前部と重なる。また椎甲板や肋甲板に、明瞭な筋状の盛り上がり（キール）がある。第1椎甲板は第2縁甲板に接する。背甲の色彩は褐色や暗褐色、黒で、甲板毎や甲板の継ぎ目（シーム）に沿って暗色の斑紋が入る個体もいる。腹甲は小型。蝶番は発達するが、腹甲板と股甲板の継ぎ目より後方の腹甲（後葉）が小型なため後肢を収納しても隙間ができる。腹甲の色彩は黄色や褐色。
頭部はやや小型から中型。上顎の先端は鉤状になることもある。喉には左右に3-4本ずつ計6-8本の髭状の突起がある。頭部や頸部の色彩は褐色や灰色で、背面に黄褐色の斑点、側面に黄褐色や灰褐色の網目模様が入る個体もいる。嘴の色彩は黄褐色で暗色の筋模様が入る。
オスは腹甲の中央部が凹み、頭部が大型化することがある。また尾の先端にある鉤状の鱗はオスの方が発達する。

## 生態
標高100-800mの低地や丘陵にある河川や池沼、湿地等に生息する。やや夜行性傾向が強く、昼間に活動することもあるが日光浴を行うことは稀。
食性は雑食で、魚類、昆虫類、甲殻類、両生類の幼生等を食べる。
繁殖形態は卵生。オスは甲長11-12.5cm（生後7-10年）、メスは甲長11.5cm程（生後8-9年）で性成熟するとされる。

## 人間との関係
以前は生息数の少ない種とされIUCNのレッドリストにおいて準絶滅危惧とされていたが、分布域が非常に限られているものの生息数は少ないくないとされ2008年現在はIUCNのレッドリストにおいて情報不足とされている。
ペットとして飼育されることがあり、日本にも輸入されている。メキシコ国内に分布する爬虫類の輸出が法律により厳しく制限されているため、流通は極めて稀。アクアリウムかアクアテラリウムで飼育される。野生では日光浴を行うことは稀だが、飼育下では日光浴を行う個体もいるため陸場は個体の様子を観察して調整する（水深が浅い場所で日光浴する個体もいる）。性質がやや荒く協調性に欠け、特に発情したオスは攻撃性が強くなるため基本的には単独で飼育する。飼育下では人工飼料や乾燥飼料にも餌付く。